# Lerbo församling
Lerbo församling var en församling i Strängnäs stift och i Katrineholms kommun i Södermanlands län. Församlingen uppgick 2010 i Katrineholmsbygdens församling. 

## Administrativ historik
Församlingen har medeltida ursprung och utgjorde till 1962 ett eget pastorat för att därefter till 2010 vara annexförsamling i pastoratet Sköldinge och Lerbo. Församlingen uppgick 2010 i Katrineholmsbygdens församling.

## Kyrkor
- Lerbo kyrka